# NGC 812
NGC 812 ist eine Spiralgalaxie vom Hubble-Typ Sbc im Sternbild Andromeda am Nordsternhimmel, welche schätzungsweise 237 Millionen Lichtjahre von der Milchstraße (und damit der Erde) entfernt ist. Die Galaxie ist das hellste Mitglied der NGC 812-Gruppe (LGG 46).
Das Objekt  wurde am 11. Dezember 1876 von Édouard Jean-Marie Stephan entdeckt.

## NGC 812-Gruppe (LGG 46)
| Galaxie  | Alternativname | Entfernung/Mio. Lj |
| -------- | -------------- | ------------------ |
| NGC 812  | PGC 8066       | 237                |
| NGC 846  | PGC 8430       | 235                |
| PGC 8424 | UGC 1686       | 226                |